# Speak Now (Taylor's Version)
Speak Now (Taylor's Version) treći je ponovno snimljeni album američke kantautorice Taylor Swift, koji je izašao 7. srpnja 2023. godine, preko Republic Recordsa. Riječ je o ponovnom snimanju Swiftinog trećeg studijskog albuma Speak Now (2010.), a slijedi njezin deseti studijski album album, Midnights, koji je objavljen u listopadu 2022. Ponovno snimanje Swiftina je protumjera protiv promijenjenih vlasništvo majstora nad njezinih prvih šest studijskih albuma. Speak Now je prvi i jedini album koji je Swift napisala sama u cjelosti. Album Speak Now (Taylor's Version) najavljen je 5. svibnja 2023., na prvom nastupu u Nashvilleu njezine trenutne koncertne turneje, Eras Tour.
Album se sastoji od 22 pjesama, a obuhvaća ponovno snimljene verzije 16, od 17, pjesama iz deluxe izdanja Speak Now. Album isključuje pjesmu "If This Was a Movie" koja uključuje još jednog tekstopisca osim Swift.
Swift i Christopher Rowe producirali su većinu albuma, a za ostatak su zaduženi Aaron Dessner, Jack Antonoff. Grupa Fall Out Boy i pjevačica Hayley Williams dali su gostujuće vokale na albumu.
Pod snažnim utjecajem rock i pop-punk glazbe, Speak Now (Taylor's Version) spaja Swiftov zaštitni znak country pop zvuka sa stilovima emo, pop rock i gothic rock. Uglavnom ga pokreću dinamične kompozicije električnih gitara, teških bubnjeva, kinematografskih žica i akustičnih instrumenata. Tekstno gledano, to je labav konceptualni album o neizrečenim priznanjima, koji dokumentira nestalne emocije Swiftove adolescencije. Album je dobio pohvale glazbenih kritičara, koji su pohvalili emocionalno angažirano pisanje pjesama i snažnu vokalnu izvedbu.
Komercijalno, Speak Now (Taylor's Version) oborio je globalni rekord Spotifyja za najviše jednodnevnih streamova za album u 2023. Dosegao je prvo mjesto u Australiji, Kanadi, Flandriji, Irskoj, Nizozemskoj, Novom Zelandu, Španjolskoj, Švedskoj, Ujedinjeno Kraljevstvo, kao i Sjedinjene Države, gdje je označio Swiftin 12. album koji je bio na vrhu Billboardove 200 ljestvice, rušeći rekord Barbre Streisand svih vremena za najviše albuma broj jedan izvođačice. Sve 22 njegove pjesme debitirale su na Billboard Hot 100, uključujući "I Can See You" na petom mjestu.

## Pozadina
Taylor Swift izdala je svoj treći studijski album, Speak Now, 25. listopada 2010. za Big Machine Records. Country pop i pop rock album Speak Now Swift je u potpunosti sama napisala i dobio je pozitivne kritike glazbenih kritičara. Prodan je u više od 1.047.000 primjeraka unutar tjedna otvaranja u Sjedinjenim Državama. Speak Now postigao je Guinnessov svjetski rekord kao najbrže prodavan album u SAD-u ženskog country izvođača. Na 54. dodjeli nagrada Grammy (2012.), njegov singl "Mean" osvojio je Swift nagrade za najbolju country solo izvedbu i najbolju country pjesmu.
Swift je izdala još tri studijska albuma pod Big Machineom, u skladu s njezinim ugovorom o snimanju koji je istekao u studenom 2018. Stoga se povukla iz Big Machinea i potpisala novi ugovor s Republic Recordsom, koji joj je osigurao prava na posjedovanje masterima svake nove glazbe koju bi izdala. U 2019. američki biznismen Scooter Braun kupio je Big Machine; vlasništvo mastera za Swiftovih prvih šest studijskih albuma, uključujući ""Speak Now"", preneseno je na njega. U kolovozu 2019. Swift je osudila Braunovu kupnju i najavila da će ponovno snimiti svojih prvih šest studijskih albuma kako bi sama posjedovala njihove mastere. Swift je započela proces ponovnog snimanja u studenom 2020. Fearless (Taylor's Version), prvi od njezinih šest ponovno snimljenih albuma, objavljen je 9. travnja 2021., nakon čega je uslijedio Red (Taylor's Version) 12. studenog 2021.; oba su postigla kritički i komercijalni uspjeh, debitirajući na vrhu američke Billboard 200 ljestvice.
Nagađanja o tome da će Swiftin sljedeći presnimljeni album biti Speak Now započeli su još u studenom 2021., kada je objavila Red (Taylor's Version). Glazbeni spotovi za pjesme "Bejeweled" i "Lavender Haze", objavljeni 2022. odnosno 2023., sadržavali su brojna uskršnja jaja koja su spominjala Speak Now. Teorije obožavatelja pojačale su se nakon što je započela Swiftina koncertna turneja 2023., Eras Tour: raznobojne narukvice koje su sudionici dobili bljeskale su ljubičasto na kraju koncerta, Swift je nagovijestila ponovno izdanje tijekom izvedbe "Speak Now" i zatim korištena ljubičasto srce emoji na društvenim mrežama nekoliko dana prije objave.
Dana 5. svibnja 2023., na prvom datumu turneje Eras Tour u Nashvilleu, Swift je najavila Speak Now (Taylor's Version) kao svoj sljedeći presnimljeni album, koji će biti objavljen 7. srpnja. Najava je poslužila kao uvod u jedan od njezine "pjesme iznenađenja", akustična verzija druge pjesme s originalnog albuma "Sparks Fly"; svjetla duž pješačkog mosta Johna Seigenthalera postala su ljubičasta. Naknadno je u objavama na društvenim mrežama otkrila: "Volim ovaj album jer priča priču o odrastanju, mlataranju, letenju i padu... i životu da bih pričala o tome". Swift je naglasila poteškoće s kojima se suočavala u svom životu tijekom vremena kada je napisala ploču, među kojima su "brutalna iskrenost, nefiltrirane dnevničke ispovijesti i divlja čežnjivost".

## Popis pjesama
Sve pjesme napisala je Taylor Swift.
| Speak Now (Taylor's Version) – Standard edition | Speak Now (Taylor's Version) – Standard edition | Speak Now (Taylor's Version) – Standard edition | Speak Now (Taylor's Version) – Standard edition | Speak Now (Taylor's Version) – Standard edition | Speak Now (Taylor's Version) – Standard edition | Speak Now (Taylor's Version) – Standard edition | Speak Now (Taylor's Version) – Standard edition | Speak Now (Taylor's Version) – Standard edition | Speak Now (Taylor's Version) – Standard edition |
| Br.                                             | Skladba                                         | Producenti                                      | Trajanje                                        |                                                 |                                                 |                                                 |                                                 |                                                 |                                                 |
| ----------------------------------------------- | ----------------------------------------------- | ----------------------------------------------- | ----------------------------------------------- | ----------------------------------------------- | ----------------------------------------------- | ----------------------------------------------- | ----------------------------------------------- | ----------------------------------------------- | ----------------------------------------------- |
| 1.                                              | »Mine«                                          | Taylor Swift • Christopher Rowe                 | 3:51                                            |                                                 |                                                 |                                                 |                                                 |                                                 |                                                 |
| 2.                                              | »Sparks Fly«                                    | Swift • Rowe                                    | 4:21                                            |                                                 |                                                 |                                                 |                                                 |                                                 |                                                 |
| 3.                                              | »Back to December«                              | Swift • Rowe                                    | 4:54                                            |                                                 |                                                 |                                                 |                                                 |                                                 |                                                 |
| 4.                                              | »Speak Now«                                     | Swift • Rowe                                    | 4:02                                            |                                                 |                                                 |                                                 |                                                 |                                                 |                                                 |
| 5.                                              | »Dear John«                                     | Swift • Rowe                                    | 6:45                                            |                                                 |                                                 |                                                 |                                                 |                                                 |                                                 |
| 6.                                              | »Mean«                                          | Swift • Rowe                                    | 3:58                                            |                                                 |                                                 |                                                 |                                                 |                                                 |                                                 |
| 7.                                              | »The Story of Us«                               | Swift • Rowe                                    | 4:27                                            |                                                 |                                                 |                                                 |                                                 |                                                 |                                                 |
| 8.                                              | »Never Grow Up«                                 | Swift • Rowe                                    | 4:52                                            |                                                 |                                                 |                                                 |                                                 |                                                 |                                                 |
| 9.                                              | »Enchanted«                                     | Swift • Rowe                                    | 5:53                                            |                                                 |                                                 |                                                 |                                                 |                                                 |                                                 |
| 10.                                             | »Better than Revenge«                           | Swift • Rowe                                    | 3:40                                            |                                                 |                                                 |                                                 |                                                 |                                                 |                                                 |
| 11.                                             | »Innocent«                                      | Swift • Rowe                                    | 5:01                                            |                                                 |                                                 |                                                 |                                                 |                                                 |                                                 |
| 12.                                             | »Haunted«                                       | Swift • Rowe                                    | 4:05                                            |                                                 |                                                 |                                                 |                                                 |                                                 |                                                 |
| 13.                                             | »Last Kiss«                                     | Swift • Rowe                                    | 6:09                                            |                                                 |                                                 |                                                 |                                                 |                                                 |                                                 |
| 14.                                             | »Long Live«                                     | Swift • Rowe                                    | 5:17                                            |                                                 |                                                 |                                                 |                                                 |                                                 |                                                 |
| 15.                                             | »Ours«                                          | Swift • Rowe                                    | 3:55                                            |                                                 |                                                 |                                                 |                                                 |                                                 |                                                 |
| 16.                                             | »Superman«                                      | Swift • Rowe                                    | 4:34                                            |                                                 |                                                 |                                                 |                                                 |                                                 |                                                 |
| 17.                                             | »Electric Touch« (ft. Fall Out Boy)             | Swift • Aaron Dessner                           | 4:26                                            |                                                 |                                                 |                                                 |                                                 |                                                 |                                                 |
| 18.                                             | »When Emma Falls in Love«                       | Swift • Dessner                                 | 4:12                                            |                                                 |                                                 |                                                 |                                                 |                                                 |                                                 |
| 19.                                             | »I Can See You«                                 | Swift • Jack Antonoff                           | 4:33                                            |                                                 |                                                 |                                                 |                                                 |                                                 |                                                 |
| 20.                                             | »Castles Crumbling« (ft. Hayley Williams)       | Swift • Antonoff                                | 5:06                                            |                                                 |                                                 |                                                 |                                                 |                                                 |                                                 |
| 21.                                             | »Foolish One«                                   | Swift • Dessner                                 | 5:11                                            |                                                 |                                                 |                                                 |                                                 |                                                 |                                                 |
| 22.                                             | »Timeless«                                      | Swift • Antonoff                                | 5:21                                            |                                                 |                                                 |                                                 |                                                 |                                                 |                                                 |
| 104:33                                          |                                                 |                                                 |                                                 |                                                 |                                                 |                                                 |                                                 |                                                 |                                                 |

| Speak Now (Taylor's Version) – Deluxe edition | Speak Now (Taylor's Version) – Deluxe edition | Speak Now (Taylor's Version) – Deluxe edition | Speak Now (Taylor's Version) – Deluxe edition | Speak Now (Taylor's Version) – Deluxe edition | Speak Now (Taylor's Version) – Deluxe edition | Speak Now (Taylor's Version) – Deluxe edition | Speak Now (Taylor's Version) – Deluxe edition | Speak Now (Taylor's Version) – Deluxe edition | Speak Now (Taylor's Version) – Deluxe edition |
| Br.                                           | Skladba                                       | Tekstopisac                                   | Trajanje                                      |                                               |                                               |                                               |                                               |                                               |                                               |
| --------------------------------------------- | --------------------------------------------- | --------------------------------------------- | --------------------------------------------- | --------------------------------------------- | --------------------------------------------- | --------------------------------------------- | --------------------------------------------- | --------------------------------------------- | --------------------------------------------- |
| 23.                                           | »Dear John (live from Minneapolis)«           |                                               | 7:09                                          |                                               |                                               |                                               |                                               |                                               |                                               |
| 24.                                           | »Last Kiss (live from Kansas City)«           |                                               | 6:12                                          |                                               |                                               |                                               |                                               |                                               |                                               |
| 117:54                                        |                                               |                                               |                                               |                                               |                                               |                                               |                                               |                                               |                                               |